# Phanuwat Jinta
Phanuwat Jinta (thailändisch ภานุวัฒน์ จินตะ, * 6. Januar 1987 in Surat Thani), auch als Hew (thailändisch เต๊าะ) bekannt, ist ein thailändischer Fußballspieler.

## Karriere

### Verein
Phanuwat Jinta unterschrieb seinen ersten Vertrag beim Erstligisten Chonburi FC in Chonburi. In 76 Spielen schoss er neun Tore für den Club. 2007 wurde er mit Chonburi Meister. Den Kor Royal Cup gewann er 2008 und 2009. 2013 wurde er die Hinserie an den Ligakonkurrenten Songkhla United FC ausgeliehen. Die Rückserie 2013 spielte er in Pattaya beim Erstligisten Pattaya United. Nachdem der Vertrag in Chonburi ausgelaufen war, wechselte er nach Chainat zu Chainat Hornbill FC. Bis 2015 spielte er 40 Mal für Chainat. In die Zweite Liga wechselte er 2016. Er unterschrieb einen Vertrag bei PTT Rayong FC. Für PTT spielte er neun Mal in der Hinserie. Die Rückserie spielte er beim Drittligisten Udon Thani FC. Mit dem Club wurde er Meister und stieg somit in die Zweite Liga auf. Zu PT Prachuap FC, einem Zweitligisten aus Prachuap, wechselte er 2017. Der Club wurde 2017 Tabellendritter und stieg in die Thai League auf. Bis Juni 2021 stand er bei Prachuap unter Vertrag. Am 1. Juli 2021 wechselte er in die Thai League 3dritte Liga. Hier unterschrieb er in Nakhon Si Thammarat einen Vertrag beim Nakhon Si United FC. Mit dem Klub spielte er in der Southern Region der Liga. Am Ende der Saison 2021/22 feierte er mit dem Verein die Vizemeisterschaft der Region. Als Vizemeister nahm er an der National Championship der dritten Liga teil. Hier belegte man den dritten Platz und stieg in die zweite Liga auf. Nach dem Aufstieg wurde sein Vertrag nicht verlängert. Von Mai 2022 bis Ende Dezember 2022 war er vertrags- und vereinslos. Am 28. Dezember 2022 unterschrieb er einen Vertrag beim Drittligisten Banbueng FC. Mit dem Verein aus Chonburi spielte er neunmal in der Eastern Region der Liga. Am Ende der Saison musste er mit Banbueng aus der dritten Liga absteigen. Nach dem Abstieg verließ er den Verein und schloss sich im Sommer 2023 dem Zweitligisten Customs United FC an. Am Ende der Saison 2023/24 belegte er mit dem Klub den vorletzten Tabellenplatz und musste somit in die dritte Liga absteigen. Nach dem Abstieg wurde sein Vertrag im Sommer 2024 nicht verlängert.

### Nationalmannschaft
2010 spielte Phanuwat Jinta einmal in der thailändischen U-23-Nationalmannschaft.

## Erfolge
Chonburi FC
- Thailändischer Meister: 2007
- Thailändischer Pokalsieger: 2010
- Kor-Royal-Cup-Sieger: 2008, 2009

Udon Thani FC
- Regional League Division 2 – North/East: 2016  ▲

PT Prachuap FC
- Thailändischer Ligapokalsieger: 2019

Nakhon Si United FC
- Thai League 3 – South: 2021/22 (Vizemeister)
- National Championship: 2021/22 (3. Platz)  ▲